# Svärmerier
Svärmerier är en vissamling av Evert Taube utgiven 1946.

## Innehåll
- Så talade Rönnerdahl (företal)
- Så skimrande var aldrig havet (text)
- Svärmeri (prosadikt)
- Diktaren och tiden
- På kryss med "Monsunen"
- Damen i svart med violer
- Västanvind
- Påfågel och vaktel
- Juliminne från Norrland
- Orkidéer
- Balladen om Ysabel Villamor
- Oxdragarsång
- Balladen om Bellman
- Balladen om Olof Thunman
- Ellinor dansar
- Sjösalavår
- I Sala silvergruva